# Kaukasus-Ahorn
Der Kaukasus-Ahorn (Acer trautvetteri) ist eine Pflanzenart aus der Gattung der Ahorne (Acer) innerhalb der Familie der Seifenbaumgewächse (Sapindaceae).

## Beschreibung

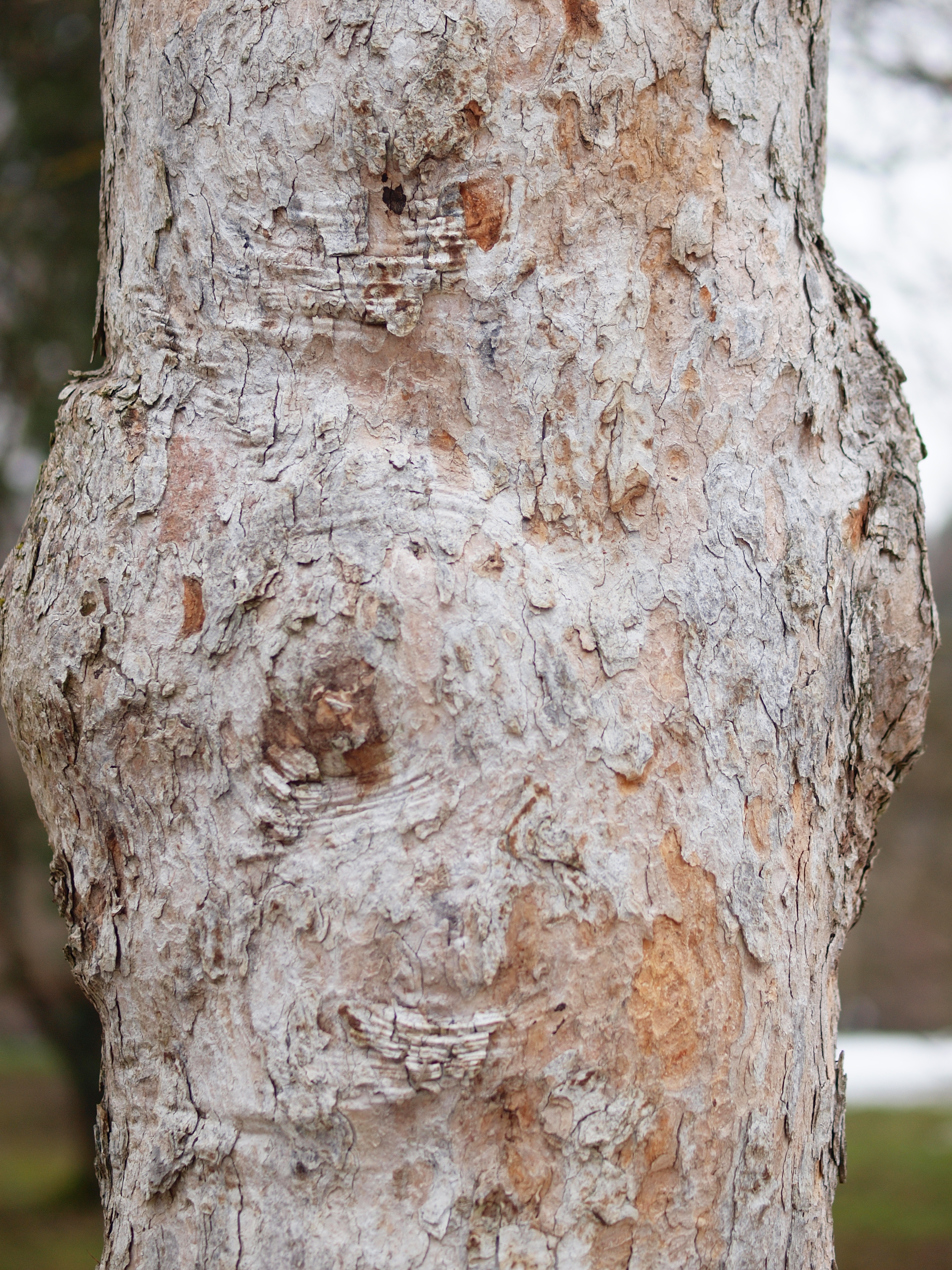
Borke

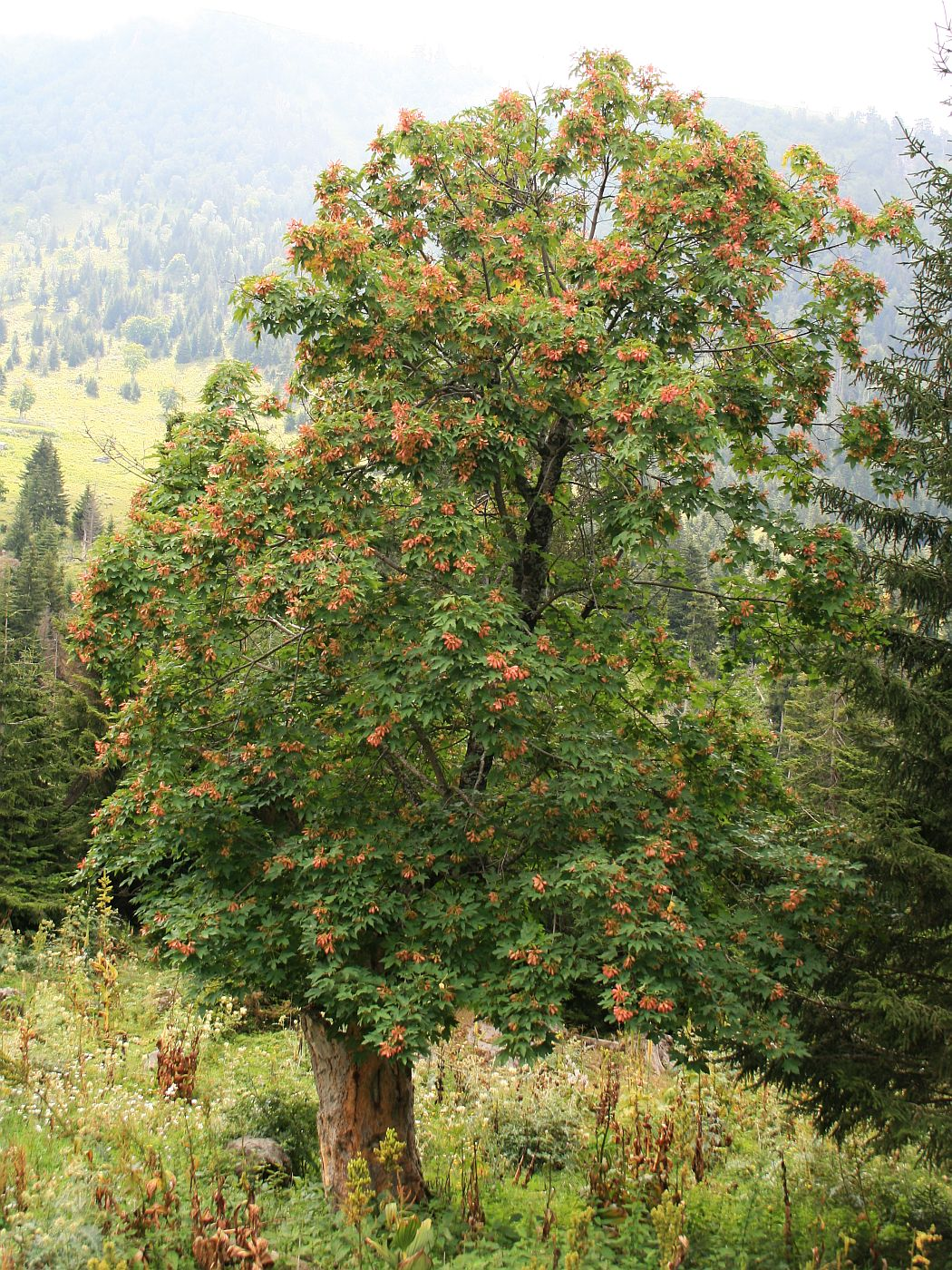
Die hochroten Fruchtflügel sind aus der Entfernung auffälliges Erkennungsmerkmal

### Vegetative Merkmale
Der Kaukasus-Ahorn ist ein breitkroniger Baum, der Wuchshöhen bis 16 Metern erreicht. Die Borke ist grau und glatt. Die Rinde junger Zweige ist dunkel-rotbraun und kahl. Die Blattknospen sind sehr dick.
Die gegenständig angeordneten Laubblätter sind in Blattstiel und Blattspreite gegliedert. Die tief fünflappigen Blattspreite ist bei einer Breite von 10 bis 15 Zentimetern herzförmig. Die Blattlappen sind eilänglich, zugespitzt und unregelmäßig gesägt und fein gelappt. Die Blattoberseite ist tiefgrün sowie glänzend und die -unterseite ist blaugrün. Bei jungen Laubblättern sind die Blattadern behaart.

### Generative Merkmale
Die Blüten erscheinen nach den Laubblättern. Die parallelen, sich oft überdeckenden Fruchtflügel sind 4 bis 5 Zentimeter lang sowie hochrot.
Die Chromosomenzahl beträgt 2n = 26.

## Ähnliche Art
Vom sehr ähnlichen Griechischen Ahorn (Acer heldreichii) ist der Kaukasus-Ahorn (Acer trautvetteri) durch die nur bis zur Mitte der Blattspreite eingeschnittenen Blattlappen unterschieden, die beim Kaukasus-Ahorn hochroten Knospenhüllen sind beim Griechischen Ahorn nur rötlich (der englischsprachige Trivialname ist neben Caucasian maple daher auch Redbud maple).

## Vorkommen

Lebensraum Kaukasus. Der Kaukasus-Ahorn ist im Nordkaukasus bis zum Elbrus verbreitet (Große Eiskappe im rechten Mittelgrund). Der Kaukasus-Ahorn ist in den inneren Tälern oberhalb der dunklen Nadelwälder zu finden. In den Tälern westlich des Elbrus ist er überall häufig, darunter auch im großen Teberda-Tal.

Der Kaukasus-Ahorn ist ein endemisch-reliktisches submediterranes Florenelement und Charakterbaum der Baumgrenze der Kolchis, des Kaukasus und der Pontischen Küste Kleinasiens (russischer Trivialname Клён Траутфеттера oder Клён высокогорный).
Er an kühl-feuchte Klimabedingungen der subalpinen Höhenstufe auf bodenfrischen, nährstoffreichen, tiefgründigen bis blockreichen Höhenlagen von 1800 bis 2500 Metern angepasst. Trockenheit verträgt er dagegen schlecht, kann aber auf felsspaltigen Initialböden gedeihen, wo die Wurzeln in größerer Tiefe zwischen Felsspalten Wasser finden. In seinem Lebensraum ist er neben den säbelwüchsigen Birken (beispielsweise Betula litwinowii) der winterhärteste Laubbaum.
Im komplex aufgebauten Hochgebirge des Kaukasus wechseln klimatisch unterschiedene Höhenstufentypen mit den Niederschlags- und Temperaturgradienten von West nach Ost. Damit ist ein ausgeprägter klimabedingter ökologischer Vegetationswechsel verbunden; der West-Kaukasus hat ozeanisch humide Stufenabfolgen, analog den Höhenstufen der Nordalpen; im wärmeren und trockeneren submediterran getönten Transkaukasus folgen oberhalb subtropischer hyrcanischer Reliktwälder, die einen bedeutenden Anteil paläoendemischer Überbleibsel der Tertiär-Flora mit Persischem Eisenholz, Zelkove, Flügelnuss u. a. haben, Stufen mit Buchen-Eichen-Hainbuchen Mischwäldern, sowie der Persischen Eiche und Hainbuche; der im Regenschatten liegende trocken-kalte Zentralkaukasus wird montan durch Trockentäler mit Pinus sylvestris var. hamata geprägt; weiter im kontinentalen und trockenen Osten in Dagestan sind es Abfolgen von Halbwüsten und Steppen die bis in die subalpine und alpine Stufe vorherrschen, Wälder sind hier nur noch inselartig verbreitet.
Sein Verbreitungszentrum hat der Kaukasus-Ahorn in der unteren subalpinen Stufe an der Nordabdachung im West-Kaukasus (Einzugsgebiet des Kuban), wo er sich unterhalb der säbelwüchsigen (aufgrund Schneeschub) Birken-Rhododendron-Wälder (Rhododendron caucasicum, Rhododendron luteum und Betula litwinowii) einfindet. Er grenzt dabei nach unten an die borealen Nadelwälder mit Nordmann-Tanne und Orient-Fichte. Diese spezifische charakteristische Ahorn-Stufe wird von eingestreuten Hochstaudenfluren begleitet. Im Teberda-Gebiet sind sie zonal verbreitet und nehmen Höhenlagen von 2000 bis 2100 Metern ein. Darüber folgen bis 2400 Meter säbelwüchsige Birken-Rhododendron-Wälder.
Oleg Sergeevič Grebenščikov zählt den Kaukasus-Ahorn als Edifikator einer eigenen Formation der unteren subalpinen Stufe wie im Teberda-Naturreservat im Westkaukasus (in der französischen Publikation im Transektschema als érable de haute montagne signifiert). Schon im Zentralkaukasus mit seinen Trockentälern kommt er nicht mehr vor. Eingestreut findet er sich dann in den Birkenwäldern im subtropisch getönten abchasischen Bergwald wieder, ohne hier eine charakteristische Stufe auszubilden. Im Vergleich zu vergleichbaren Standorten der Westalpen (beispielsweise Grande Chartreuse) sind Habitate des Kaukasus-Ahorns niederschlagsreicher. Diese Wälder sind durch ein offenes Kronendach charakteristisch lichtdurchflutet und Standorte der Kaukasischen Hochstaudenflur, wie sie vergleichsweise so nicht in den Alpen beobachtet wird. Bemerkenswert ist dabei auch ihre Höhenlage, da die untere und obere subalpine Stufe (als Ökoton zwischen den alpinen Hochgebrigsfluren und den geschlossenen montanen Wäldern) durchschnittlich 400 Meter höher als in den Alpen liegt.
Der Kaukasische Ahorn zählt zu den anspruchsvollen Waldbäumen, er zeigt hohe Ansprüche an Wasserversorgung, bevorzugt kühle Temperaturen und hat insbesondere als ausgewachsener Baum hohe Ansprüche an Sonnenlicht. Dabei sind junge Bäume aber auch fähig, unter dem Schatten von geschlossenen Wäldern aufzukommen, und auf ihrem Standort beispielsweise der Orient-Buche überlegen. Die Laubstreu des Kaukasischen Ahorns ist leicht zersetzbar und trägt zum Aufbau einer Mull-Humusschicht, sowie raschen Entwicklung von Gebirgsböden (Felshumusboden, Skeletthumusboden) und Waldböden bei. Der Kaukasische Ahorn ist befähigt, zur Stabilisierung der oberen Waldgrenze in den Gebieten seines natürlichen Areals beizutragen.

## Systematik und Merkmale
Aufgrund der Blattmerkmale sowie Ähnlichkeiten in den Standortbedingungen wird der euxinisch-kolchische Kaukasus-Ahorn (Acer trautvetteri) oft als Unterart des Griechischen Ahorns (Acer heldreichii) betrachtet. Mit dem stärker differenzierten hyrkanischen Samt-Ahorn (Acer velutium) stellen sie als evolutionäre Gruppe im Entwicklungszweig dem Berg-Ahorn gegenüber. Phylogenetische Methoden zur Abstammungsforschung mittels ITS-Sequenzierung konnten bis jetzt jedoch keine endgültige Klarheit darüber geben, ob der Kaukasus-Ahorn eine eigene Art, infraspezifische Form, oder ein Ökotyp des Griechischen Ahorns ist. Vergleichende Analysen der Cuticula in Form und Bau der Spaltöffnungen, die als typische Unterscheidungsmerkmale der Sektion Acer gelten, geben aufgrund der Übereinstimmung von Unterscheidungsmerkmale in ihrer Morphologie der Ansicht in der Übereinstimmung beider Arten Vorschub. Da auf der Balkanhalbinsel dabei Ahorne mit Merkmalen sowohl von Acer trautvetteri als auch Acer heldreichii beobachtet wurden, ist durch dieses sympatrische Vorkommen momentan auch noch keine genaue Klärung zur Angabe über die eigentliche geographische Verbreitung möglich.
Intermediäre Formen zwischen Kaukasus- und Griechischem Ahorn kommen in Populationen im Nordosten ihres griechischen Verbreitungsgebietes vor. Nach Arne Strid entsprechen die nordöstlichen Populationen Griechenlands jedoch auch schon Acer heldreichii subsp. macropterum (Vis.) Pax (= Acer heldreichii subsp. visianii). Exemplare die dem Griechischen Ahorn stark ähneln wurden andererseits auch im Verbreitungsgebiet des Kaukasischen Ahorns im nordwestlichen Anatolien (Provinz Bolu) gefunden. Als eigentliches Verbreitungsgebiet des „echten Kaukasischen Ahorn“ gilt der nördliche Iran über Armenien westwärts bis zur europäischen Türkei.
Allgemeine Unterschiede zwischen Kaukasischem und Griechischem Ahorn sind die beim ersteren nur etwas über die Mitte eingeschnittenen Blattlappen, die beim letzteren fast bis zur Basis eingeschnitten sind.